# Burkhardtsdorf
Burkhardtsdorf är en kommun och ort i Landkreis Erzgebirgskreis i förbundslandet Sachsen i Tyskland. Kommunen har cirka 6 000 invånare.
Kommunen ingår i förvaltningsområdet Burkhardtsdorf tillsammans med kommunerna Auerbach och Gornsdorf.